# 奧伊納庫鄉
43°57′N 26°01′E / 43.950°N 26.017°E
奧伊納庫鄉（羅馬尼亞語：Comuna Oinacu, Giurgiu），是羅馬尼亞的鄉份，位於該國南部，由久爾久縣負責管轄，面積42平方公里，海拔高度17米，2007年人口3,692，人口密度每平方公里88人。